# Curemonte
Curemonte is een gemeente in het Franse departement Corrèze (regio Nouvelle-Aquitaine) en telt 225 inwoners (1999). De plaats maakt deel uit van het arrondissement Brive-la-Gaillarde. Curemonte is lid van Les Plus Beaux Villages de France. De gemeente telde 215 inwoners op 1 januari 2022.

## Geografie
De oppervlakte van Curemonte bedroeg op 1 januari 2022 8,83 vierkante kilometer; de bevolkingsdichtheid was toen 24,3 inwoners per km².
De onderstaande kaart toont de ligging van Curemonte met de belangrijkste infrastructuur en aangrenzende gemeenten.

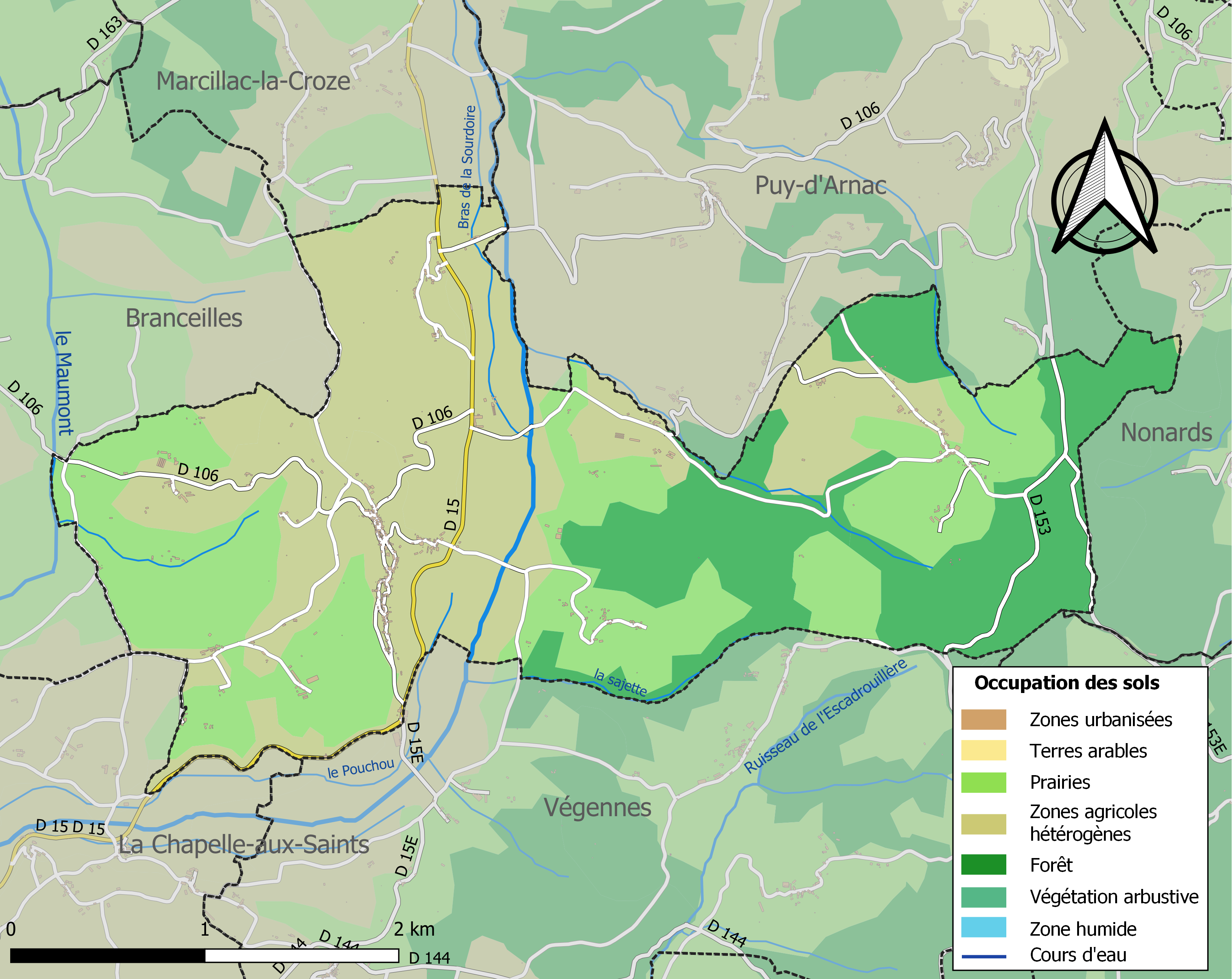

## Demografie
Onderstaande figuur toont het verloop van het inwonertal (bron: INSEE-tellingen).